# جی جینگ
جی جینگ (انگلیسی: Ji Jing؛ زادهٔ ۴ اوت ۱۹۸۷) وزنه‌بردار زن اهل چین است.